# Concord (відеогра)
Concord — командний шутер від першої особи, розроблений Firewalk Studios і виданий Sony Interactive Entertainment для PlayStation 5 і Windows 23 серпня 2024 року. Відеогра, попри тривалу розробку, отримала несхвальні відгуки критиків і погане сприйняття гравцями. 3 вересня 2024 року Sony оголосила, що гру буде закрито 6 вересня, через два тижні після її запуску, з поверненням коштів за продані копії.

## Ігровий процес
Гра відбувається на аренах, де змагаються дві команди, по 5 персонажів у кожній або всі проти всіх. За задумом розробників, сутички повинні були ґрунтуватися на протистоянні влучності та планування. Попередня демонстрація містила 5 персонажів, після виходу гра мала 16. Очікувалося, що безкоштовні оновлення додадуть більше персонажів і арен. Щотижня в грі з'являлися нові відео про персонажів і поточний сюжет.
Персонажі поділяються на дві фракції: найманці Вільні стрільці (англ. Freegunners) та авторитарна Гільдія (англ. Guild). Кожен з персонажів виконує одну з 6-и ролей: Якір, Злом, Переслідувач, Рейнджер, Тактик і Наглядач. Персонаж має дві спеціальні здібності, що по-різному перезаряджаються. Наприклад, в одного бійця це відбувається після вбивства суперника, а в іншого — після збору певної кількості боєприпасів. Персонажі здатні поєднувати свої здібності. Так, один може лишити бризки палива, а інший — підпалити їх.
Три головні режими Concord включають:
- Бійка (англ. Brawl) — бій проти суперників, при цьому загиблі відроджуються, поки триває раунд.
- Загарбання (англ. Overrun) — змагання за заволодіння та утримання точок на арені.
- Суперництво (англ. Rivalry) — серія змагань, у яких загиблі не відроджуються.

Concord виконана в «приземленій» науково-фантастичній естетиці. Персонажі мають на вибір альтернативні оформлення та пози перемоги й поразки, які отримуються в міру набору досвіду в сутичках.

## Розроблення та випуск
Concord — перша гра, розроблена Firewalk Studios, студією, розташованою в Белв'ю, штат Вашингтон, заснованою в 2018 році. Спочатку Firewalk розробляла Concord у співпраці зі своєю материнською компанією ProbablyMonsters, доки студію не придбала Sony Interactive Entertainment у квітні 2023 року. Firewalk Studios повідомили, що гра розроблялася близько восьми років.
Firewalk Studios офіційно анонсувала Concord під час виставки PlayStation Showcase 24 травня 2023 року, де показала тизер, що презентував світ гри. Попередня бета-версія гри вийшла в липні 2024 року і була доступна тільки для гравців PlayStation 5. Вона була доступна з 12 по 14 липня. Бета-версія для ПК отримала слабкий відгук від гравців. У Steam максимум одночасних гравців ледь перевищив 1100 осіб. Фінальна версія вийшла для PlayStation 5 і Windows 23 серпня 2024 року.
Вже незадовго після випуску гра отримала шквал критики за відсутність інновацій, порівняно з іграми-конкурентками, примітивний дизайн персонажів і платне поширення в той час, як аналогічні ігри безкоштовні. В фінальну версію в Steam зіграли одночасно максимум 697 гравців, що гірше, ніж у The Lord of the Rings: Gollum, яка широко вважається найгіршою грою 2023 року. Sony ухвалила рішення забрати гру з продажу та повернути кошти тим, хто вже її купили, після чого закрити Concord 6 вересня 2024 року.

## Сприйняття
| Агрегатор  | Оцінка                   |
| ---------- | ------------------------ |
| Metacritic | (PS5) 63/100 (ПК) 66/100 |
| OpenCritic | 24 %                     |

| Видання                 | Оцінка |
| ----------------------- | ------ |
| Computer Games Magazine | 6.5/10 |
| GamesRadar+             | 3/5    |
| Hardcore Gamer          | 3.5/5  |
| IGN                     | 7/10   |
| PCMag                   | 3.5/5  |
| Shacknews               | 7/10   |

Concord отримала «змішані або посередні» відгуки від критиків, згідно Metacritic. Середня оцінка для PlayStation 5 склала 62 зі 100, а для Windows 65 зі 100. До закриття продажі склали 25 тис. примірників.
Згідно з Forbes, Concord не запропонувала нічого нового, порівняно з Overwatch, Apex Legends і Valorant, та візуально неприваблива. Гра безуспішно намагається відобразити наукову фантастику 1970-х років — епохи, від якої цільова авдиторія до того ж віддалена на 30-40 років. Concord мала слабку рекламну кампанію та привернула увагу передусім своїми ЛГБТ-персонажами, яким бракувало продуманого образу.
Після критики дизайну персонажів і перебігу гри у ЗМІ та популярних медіа з'явилися пропозиції як можна було виправити Concord, додавши різноманітніше оформлення, більше режимів гри, зокрема PvE, пришвидшивши прогрес у грі та перевівши її на безкоштовну основу.
Оскільки гра проіснувала лише два тижні, то «платинову» нагороду (що дається за виконання всіх завдань) в ній здобули тільки 70 осіб. Це зробило «платинову» нагороду в Concord однією з найрідкісніших у ігровій індустрії.